# Aleksandr Pogorélov
Aleksandr Pogorélov (Volgogrado, Rusia, 1 de noviembre de 1961) es un gimnasta artístico ruso que, compitiendo con la Unión Soviética, consiguió ser subcampeón mundial en 1983 en la prueba de barra horizontal.

## 1983
En el Mundial de Budapest 1983 ganó la plata en barra horizontal, tras su compatriota el soviético Dmitri Bilozérchev (oro) y empatado con el francés Philippe Vatuone (también plata).